# Ballincar
Ballincar är en ort i republiken Irland. Den ligger i den norra delen av landet, 180 km nordväst om huvudstaden Dublin. Ballincar ligger 20 meter över havet och antalet invånare är 444.
Terrängen runt Ballincar är kuperad österut, men västerut är den platt. Havet är nära Ballincar västerut.Runt Ballincar är det ganska glesbefolkat, med 23 invånare per kvadratkilometer. Närmaste större samhälle är Sligo, 3,7 km sydost om Ballincar. Trakten runt Ballincar består i huvudsak av gräsmarker.